# Testaroli
Testaroli, a veces denominado testarolo, es un tipo de pasta o pan en la cocina italiana que se prepara con agua, harina y sal, que se corta en rodajas triangulares. Un plato común en la región de Lunigiana y territorio histórico de Italia, es una pasta antigua originaria de la civilización etrusca de Italia. Testaroli ha sido descrito como "la pasta más antigua registrada". También es un plato nativo del sur de Liguria y las regiones del norte de Toscana en Italia.
Los testaroli se preparan a partir de una masa que se cuece en una superficie plana y caliente, después de lo cual se puede consumir. Se cocina tradicionalmente en un testo, una superficie plana de terracota o hierro fundido de la que se deriva el nombre de la comida. A veces se cocina más en agua hirviendo y luego se sirve. Testaroli a veces se conoce como pan, similar a la focaccia en composición, y a veces se lo conoce como crep. Se puede aderezar con salsa pesto u otros ingredientes como aceite de oliva, queso Pecorino, queso parmesano y ajo. Falsi testaroli al ragu es un plato similar que se prepara con masa de pasta en rodajas y salsa ragú.

## Etimología
El nombre de Testaroli se basa en el testo, un dispositivo de cocción de terracota o hierro fundido con una superficie plana y caliente sobre la que tradicionalmente se cocina el testaroli.

## Historia
Testaroli es una pasta antigua que se originó en la civilización etrusca, una civilización de la antigua Italia. El libro Rustico: Regional Italian Country Cooking afirma que el testaroli es "un descendiente directo de las papillas del Neolítico que se vertían sobre piedras calientes para cocinar". Es un plato nativo de las regiones del sur de Liguria y el norte de Toscana de Italia. Según un artículo publicado por The Wall Street Journal, es "la pasta más antigua registrada".
En la provincia de Massa y Carrara de Italia, ubicada dentro de la región de la Toscana, era un alimento campesino que se consumía como una comida de un solo plato, cubierto con queso rallado y aceite de oliva. En Massa y Carrara, a veces se acompañaba con queso stracchino o charcutería. El testaroli sigue siendo un plato muy popular en Pontremoli, una pequeña ciudad de la provincia de Massa y Carrara, donde se sirve en prácticamente todos los restaurantes de la ciudad, tanto por la mañana como por la noche. El testaroli también es un plato común y especial en la región de Lunigiana y territorio histórico de Italia, que se encuentra entre las regiones de Liguria y Toscana.

## Visión general

### Ingredientes y preparación

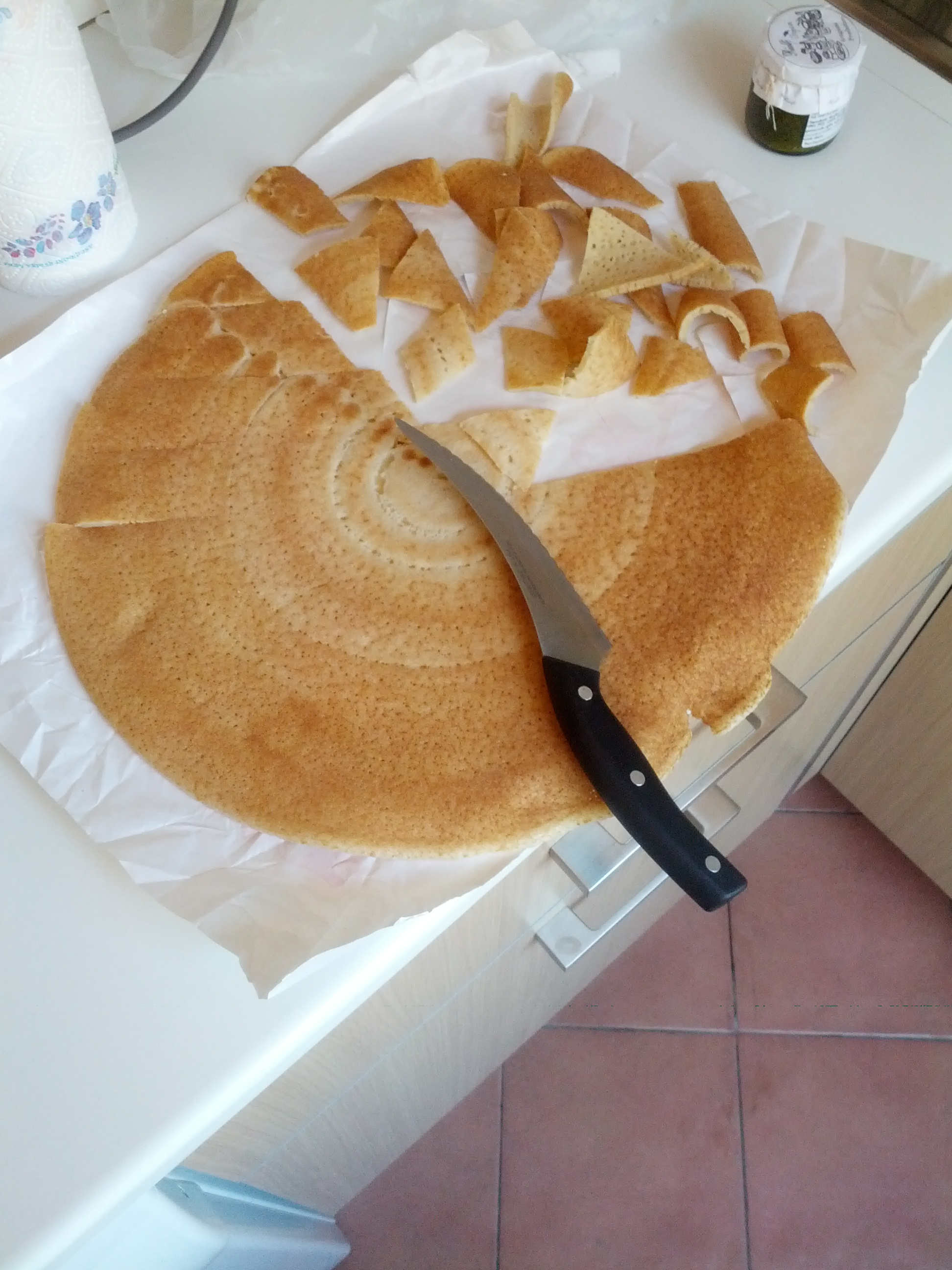
Testaroli siendo cortado

Testaroli es un tipo de pasta parecida a un panqueque que se prepara con agua, harina de trigo y sal que se corta en rodajas triangulares.}} A veces se utiliza harina de castaña en su preparación. Los ingredientes se mezclan y preparan como una masa, después de lo cual se cuece, a veces mediante un proceso de cocción en dos etapas. En la primera etapa típica, y en ocasiones la única etapa de la cocción, la masa se vierte y se cuece sobre una superficie plana y caliente al estilo de un panqueque o crep. En este proceso, el testaroli se cocina tradicionalmente en un testo, que puede prepararse para su uso calentándolo sobre brasas. Una sartén es otro dispositivo de cocción que se puede utilizar para cocinar la masa. Luego, la pasta se corta en triángulos y, a veces, se sirve directamente después de este proceso de cocción. En la segunda etapa de cocción que a veces se lleva a cabo, la pasta se puede dejar enfriar y luego cocinar más en agua hirviendo.
A veces se hace referencia al testaroli como un tipo de pan similar a la focaccia, y también se lo conoce como crepe. El libro The Italian Country Table se refiere al testaroli como un "primo cercano a la pasta", y como un "gran pan redondo parecido a un panqueque de no más de un cuarto de pulgada de grosor". Este libro también establece que cuando se hornea a de textura crujiente, se puede consumir en forma de pan, mientras que cuando se hornea menos, puede tener una textura esponjosa y suave, como una pasta. Los métodos de cocción varían en diferentes áreas de Italia, y algunos de estos métodos son de naturaleza tradicional.

### Servicio
Testaroli a veces se sirve con salsa pesto, que es una adición común en las regiones de Liguria y Toscana en Italia. Otro método de aderezo incluye la adición de aceite de oliva, queso Pecorino, queso parmesano, ajo y albahaca. Testaroli puede absorber cantidades significativas de salsa.

## Falsi testaroli al ragú
Un plato muy similar es el falsi testaroli al ragú, que se prepara con masa de pasta en rodajas y no implica el uso de una masa o la cocción en un testo. Se sirve con un ragú, una salsa italiana a base de carne.